# 헬발트가시쥐
헬발트가시쥐(Maxomys hellwaldii)는 쥐과에 속하는 설치류의 일종이다. 인도네시아 술라웨시섬의 토착종이다.

## 특징
꼬리 길이 165~200mm를 제외한 몸길이가 192~200mm인 중형 설치류로 발 길이는 40~47mm, 귀 길이는 23~26mm이다.

## 생태
육상에서 활동하는 종이다. 먹이는 열매와 절지동물, 달팽이, 작은 무척추동물이다. 한 번에 2~4마리의 새끼를 낳는다.

## 분포 및 서식지
술라웨시섬의 토착종이다. 해수면과 해발 1,000m 사이의 상록수 열대 우림에서 서식한다. 숲 근처의 교란 지역에서도 발견된다.

## 아종
4종의 아종이 알려져 있다.
- M. h. hellwaldii - 술라웨시섬 북동부
- M. h. cereus (Miller & Hollister, 1921) 술라웨시섬 북서부
- M. h. griseogenys (Sody, 1941) 술라웨시섬 남동부
- M. h. localis (Miller & Hollister, 1921) 술라웨시섬 중부